# Dania Paola Ravel Cuevas
Dania Paola Ravel Cuevas es una abogada, funcionaria pública, especialista en materia política - electoral y editorialista mexicana, que a partir del 5 de abril de 2017, asumió el cargo de Consejera Electoral al interior del Consejo General del Instituto Nacional Electoral.

## Trayectoria académica
Dentro de su formación académica, cursó la licenciatura en Derecho siendo egresada de la Universidad La Salle. Consecutivamente, obtuvo una maestría en Derechos Humanos por la Universidad Autónoma de Ciudad Juárez, en coordinación con la Comisión Nacional de Derechos Humanos. Además, ha realizado diversos estudios en materia de Derecho Preventivo, Juicios Orales, y Transparencia y Acceso a la Información Pública.  

## Trayectoria profesional
De 2005 a 2008 se desempeñó como Asesora en el Instituto de Transparencia, Acceso a la Información Pública, Protección de Datos Personales y Rendición de Cuentas de la Ciudad de México.   
Luego, de 2008 a 2013 fungió como Asesora del Consejo General del entonces Instituto Federal Electoral, instancia en la que de 2010 a 2011 también laboró como Secretaria Técnica de la Comisión de Quejas y Denuncias.   
De 2013 a 2014 ocupó la titularidad del área consultiva en la Dirección Jurídica del Instituto de Seguridad y Servicios Sociales de los Trabajadores del Estado.   
Posteriormente, de 2014 a 2017 formó parte del Consejo Electoral del Instituto Electoral del Distrito Federal.
Y de 2017 al 2026, se desempeñará como Consejera Electoral al interior del Consejo General del Instituto Nacional Electoral.  

## Carrera política
Ha sido impulsora de derechos político - electorales y especialista en materia de género, participando al interior del servicio público como panelista y ponente en múltiples espacios académicos y de opinión, con un enfoque jurídico electoral, principalmente abordando temáticas de violencia política contra las mujeres, derechos de las personas trans, y transparencia y acceso a la información pública, entre otros. 
Para el 2015, la Organización de los Estados Americanos la invitó a observar el  proceso electivo de la República de Paraguay. Teniendo a la postre, oportunidad de realizar labores de observación electoral durante los comicios presidenciales de los Estados Unidos de América.

## Actividad en medios de comunicación
Por lo que se refiere a su actividad como editorialista, ha escrito en diversos espacios de comunicación a nivel nacional, llegando a publicar artículos de interés y trascendencia actual en las revistas de “Voz y Voto”, y “El mundo del abogado”. Al tiempo que, también es columnista en “El Heraldo de México”.